# ハインリヒ7世 (神聖ローマ皇帝)
ハインリヒ7世（Heinrich VII., 1275年 - 1313年8月24日）はルドルフ1世から続く4代目の非世襲ローマ王（ドイツ王、在位：1308年 - 1313年）、そして正式な皇帝として戴冠するためのイタリア出兵を百年ぶりに達成したイタリア王エンリーコ7世（戴冠：1311年1月6日）、神聖ローマ皇帝（戴冠：1312年6月29日）。神聖ローマ帝国はまだドイツに限定されていない中世的・普遍的キリスト教帝国の理念を残しており皇帝はローマで教皇によって戴冠する習わしだったが、当時はアヴィニョン捕囚期でローマに教皇がいなかったため、道中で連れてきた皇帝派の枢機卿三人の手で戴冠している。
ルクセンブルク家一人目の王・皇帝。元はルクセンブルク伯（在位：1288年 - 1310年）でフランス語を母語とし（ドイツ語も堪能）フランス王の封建家臣でもあった。フランス名はアンリ（Henri）でルクセンブルク伯ハインリヒ6世の子。フリードリヒ2世が1250年に崩御して以来60年ぶりの皇帝で神聖ローマ帝国に秩序をもたらす君主としてルネサンス文化人に期待されたが即位まもなくして病死。

## 生涯
もともとは父の後を継いだルクセンブルク伯に過ぎなかったが、1308年にアルプレヒト1世が暗殺されると、教皇クレメンス5世および弟トリーア大司教バルドゥインやマインツ大司教ペーター・フォン・アスペルト（ ミンネゼンガー フラウエンロープの晩年の支援者）ら選帝侯の支持を受け、即位することとなった。ローマ王（ドイツ王）への選出は1308年11月27日、アーヘンでの戴冠は1309年1月6日。この背景にはフランス王フィリップ4世が弟シャルルをローマ王に据えようとする動きを阻止したいという教皇や選帝侯の意図があった。
1309年にはスイスの一部を領有し、翌年には息子ヨハンとボヘミア王（ハンガリーとポーランドの王も兼ねた）ヴァーツラフ3世の妹エリシュカとの縁組の結果、ボヘミア王位を自家に獲得するなど、一族の勢力を短期間のうちに拡大させ、ルクセンブルク家は一躍神聖ローマ帝国における最有力の勢力となった。
ハインリヒ7世はさらに、皇帝戴冠式を行うためローマへと向かう。しかし皇帝の侵入によりイタリアの内乱はたちまち激化し、ローマに辿り着くまでには2年という時間を要した。しかもアヴィニョンの教皇はローマに姿を現わすことはなく、しかたなくハインリヒは枢機卿から帝冠を受けることとなった。その後、ナポリへの遠征を行うが、その最中にマラリアで死去する。皇帝権力の伸長を嫌うフランスや教皇派により暗殺されたとも考えられている。葬儀は1313年9月2日、日曜日にピサ大聖堂で営まれ、同日埋葬されたが、後に石棺は近隣のカンポサント（Camposanto）に移された。しかし、ダンテ没後600年記念の1921年に、当時イタリアの文部大臣であった哲学者・歴史学者ベネデット・クローチェは、石棺をピサの大聖堂に戻した。
イタリア遠征のとき、詩人で有名なダンテは『帝政論』で彼を絶賛している。ダンテによる理想化は、後世の人々の皇帝に対するイメージに大きな影響を与えた。フィレンツェの政治家ディーノ・コンパーニはハインリヒに期待をかけ、その年代記の中で「神の子羊」「イタリアの矯正者」と呼びかけている。

## 家族
1292年にブラバント公ジャン1世の娘マルグリット（マルガレーテ、1276年 - 1311年）と結婚し、1男2女をもうけた。
- ヨハン（1296年 - 1346年）　ボヘミア王およびルクセンブルク伯。皇帝カール4世の父。
- マリー（1304年 - 1324年）　フランス王シャルル4世の妃。
- ベアトリクス（1305年 - 1319年）　ハンガリー王カーロイ1世の妃。